# Burbank (Washington)
Burbank é uma Região censo-designada localizada no estado norte-americano de Washington, no Condado de Walla Walla.

## Demografia
Segundo o censo norte-americano de 2000, a sua população era de 3303 habitantes.

## Geografia
De acordo com o United States Census Bureau tem uma área de
38,8 km², dos quais 34,4 km² cobertos por terra e 4,4 km² cobertos por água.

## Localidades na vizinhança
O diagrama seguinte representa as localidades num raio de 16 km ao redor de Burbank.